# Великое (Кадуйский район)
Великое — село в Кадуйском районе Вологодской области.
Входит в состав Никольского сельского поселения (с 1 января 2006 года по 8 апреля 2009 года было центром Великосельского сельского поселения), с точки зрения административно-территориального деления — центр Великосельского сельсовета.
Расстояние до районного центра Кадуя по автодороге — 46 км, до центра муниципального образования села Никольское по прямой — 21 км. Ближайшие населённые пункты — Задняя Ступолохта, Заказарье, Малая Ступолохта, Починок, Средняя Ступолохта.
По переписи 2002 года население — 126 человек (56 мужчин, 70 женщин). Преобладающая национальность — русские (97 %).